# Journey 2: The Mysterious Island
Journey 2: The Mysterious Island (Viaje al centro de la Tierra 2: La Isla Misteriosa en España, y Viaje 2: La Isla Misteriosa en Hispanoamérica) es una película estadounidense 3D de acción y aventura estrenada en febrero de 2012 a nivel mundial, dirigida por Brad Peyton; está basada en la novela homónima por Julio Verne. Es la secuela de la película de 2008 Viaje al centro de la Tierra.
Es protagonizada por Dwayne Johnson, Josh Hutcherson, Michael Caine, Kristin Davis, Luis Guzmán, y Vanessa Hudgens. Producida por New Line Cinema y Walden Media, fue establecida para lanzarse el 23 de septiembre de 2011 por Warner Bros. Pictures, pero se le dio el estreno en 2012. El guion es de Richard Outten y Brian Gunn & Mark Gunn.

## Sinopsis
Cuatro años después de la primera película, Sean Anderson (Josh Hutcherson), ahora de 17 años, recibe una señal codificada de auxilio desde un misterioso paradero en algún lugar aparentemente deshabitado cerca de Palaos. Su madre Liz (Kristin Davis) se preocupa por su comportamiento casi rebelde. El nuevo padrastro de Sean, Hank (Dwayne Johnson), le ayuda a hacer un mapa cuyas coordenadas encontraron ocultas en tres hojas de tres libros distintos (La Isla Misteriosa, La Isla del Tesoro y Los Viajes de Gulliver), los cuales al parecer se refieren al mismo lugar. A regañadientes, Hank decide llevar a Sean, quien piensa que el mensaje lo envió su abuelo, el aventurero Alexander Anderson (Michael Caine), desaparecido durante los últimos dos años tras una expedición en la que buscaba la llamada "Isla Misteriosa", un lugar que se creía un mito. En Palaos contratan a Gabato (Luis Guzmán), un piloto de helicóptero y guía turístico que trabaja junto con su hija Kailani (Vanessa Hudgens) para llevarlos a la zona de las coordenadas que encontraron. 
Al acercarse a la zona se encuentran con un huracán devastador, el cual está activo las veinticuatro horas. Los vientos atrapan al helicóptero y hacen que se estrellen en la isla. 
Al despertar todos empiezan a buscar los objetos que se salvaron; luego encuentran una cueva que los lleva a una inmensa jungla llena de animales como los descritos en un pasaje de Los viajes de Gulliver: las especies normalmente pequeñas tienen mayor tamaño, tales como mariposas o abejas, mientras que los comúnmente enormes son de menor tamaño, tales como elefantes muy pequeños. Al rato se encuentran caminando sobre huevos gigantes de lagartija. Gabato cae dentro de uno, lo que despierta a la madre, la cual empieza a perseguirlos, pero son salvados por unos troncos que dejan inconsciente a la bestia y se dan cuenta de que era una trampa para lagartijas creada por Alexander Anderson, quien se revela ante ellos y los lleva a su casa en un árbol, donde Kailani pregunta si pueden usar el radio, fabricado por el mismo, para pedir ayuda. Alexander les dice que solo se puede hablar por radio cada dos semanas porque el satélite no está en el lugar justo todo el tiempo así que deciden pasar la noche allí. 
A la mañana siguiente Alexander los lleva a otra locación dentro de la isla: la ciudad perdida de la Atlántida. Alexander revela que la ciudad no siempre está bajo el agua, debido a que la isla tiene un ciclo de 140 años y pasa la mitad de ese tiempo hundida debido a que el lecho oceánico se deforma por la actividad volcánica y causa que la isla entera quede en las profundidades. Hank encuentra agua salada por la zona y deduce que esta solamente pudo haber llegado por el subsuelo, lo cual indica la isla está por hundirse más rápido que los cálculos de Alexander, quien creía que se hundiría en por lo menos 14 años. Hank calcula que tienen tres días como máximo, así que tratan de pensar como salir vivos del lugar sin volver a pasar por el huracán, tras lo cual Sean recuerda al Nautilus, el famoso submarino del capitán Nemo, que se oculta dentro de la isla. Una vez que el grupo encuentra la tumba de Nemo no muy lejos de la Atlántida, Kailani entra para buscar la bitácora donde supuestamente se detalla la ubicación del submarino. Poco después de que Kailani salga de la cueva las placas terrestres de la isla empiezan a separarse derrumbando la caverna y haciendo que el volcán empiece a entrar en erupción. Descubren que el Nautilus está en el "Risco de Poseidón", el cual se encuentra en el otro lado de la isla, mientras el volcán de oro puro (el tesoro del que se hablaba en La Isla del Tesoro) empieza a hacer erupción a causa de los movimientos de la corteza terrestre.
El grupo va en camino para encontrar el Nautilus. Como la isla es muy montañosa, deciden montar abejas gigantes para volar sobre una cresta alta y así ganar tiempo. Pero en medio del viaje son invadidos por tres aves gigantes que persiguen a cada abeja mientras se desviaban del camino. Cuando las aves intentan devorarlas, Sean salva la vida de Kailani, pero se disloca el tobillo derecho. Los demás van a ver como está y deciden buscar refugio. Gabato y Kailani se van a buscar comida mientras que Hank, Sean y Alexander hacen una fogata y tratan de poner en su lugar la pierna de Sean. Los tres tienen un momento de unión cuando Hank canta una versión de "What a Wonderful World" para aliviar el dolor de Sean. Mientras, Gabato habla con su hija sobre sus problemas económicos y el deseo que tiene de enviarla a una universidad respetable.
A la mañana siguiente Sean se despierta y ve que el agua llegó más rápido de lo que esperaban. Hank deduce que la licuefacción del suelo se triplicó durante la noche, así que la isla no se hundirá en tres días, sino que solo en un par de horas. Entonces deciden seguir rápido, pero notan que Gabato no se encuentra con ellos, ya que se dirigió hacia el volcán dorado de la isla en busca de oro para darle a su hija una vida mejor. Mientras Alexander y Kailani van tras él, Sean y Hank se dirigen al "Risco de Poseidón". Para llegar a la cueva submarina donde se encuentra el Nautilus, Sean y Hank crean tanques de oxígeno improvisados y se sumergen a cincuenta pies, pero se encuentran con una anguila eléctrica gigante que casi los mata. Una vez dentro de la nave, descubren que las baterías de hace 140 años se han agotado, por lo que se las ingenian para encender el submarino usando la electricidad de la anguila.
Mientras tanto Kailani y Alexander logran encontrar a Gabato intentando arrastrar una enorme piedra de oro puro. Gabato se niega a ir con ellos hasta que su hija lo convence, pero el volcán entra en erupción y el lecho oceánico empieza a hundir la isla. A medida que se acercan al "Risco de Poseidón", el volcán crea flujos de lava y expulsando bombas de lava en llamas. Sean y Hank llegan pilotando el Nautilus justo a tiempo para rescatar a los demás. Gabato toma el mando del submarino mientras se alejan de la isla. Cuando se alejan finalmente de los peligros, Kailani besa a Sean por su valentía al rescatarlos.
Seis meses después se revela que Kailani va a la universidad y empezó una relación con Sean, y que Gabato se hace cada vez más rico dando recorridos en alta mar con el Nautilus. Kailani acude a casa de Sean donde se encuentran con Hank y Liz celebrando su cumpleaños. Alexander llega de sorpresa para alegría de todos, y le regala a su nieto un ejemplar de De la Tierra a la Luna, tras lo cual les propone a todos un viaje familiar a la Luna. La última escena muestra como la cámara se aleja de la casa cruzando la atmósfera, los satélites y asteroides hasta terminar con un plano completo de La Luna y La Tierra.

## Elenco
| Actor               | Personaje               | Doblaje para Latinoamérica |
| ------------------- | ----------------------- | -------------------------- |
| Dwayne Johnson      | Hank Parsons            | Idzi Dutkiewicz            |
| Josh Hutcherson     | Sean Anderson           | Arturo Castañeda           |
| Michael Caine       | Alexander Anderson      | Gabriel Pingarrón          |
| Vanessa Hudgens     | Kailani Laguatan        | Lupita Leal                |
| Luis Guzmán         | Gabato Laguatan         | Germán Fabregat            |
| Kristin Davis       | Elizabeth "Liz" Parsons | Dulce Guerrero             |
| Branscombe Richmond | Guía de turistas        | José Luis Orozco           |

## Recepción
Journey 2: The Misteryous Island ha recibido críticas mixtas de parte de la crítica y de la audiencia. En el portal de internet Rotten Tomatoes, la película posee una aprobación de 42%, basada en 125 reseñas y con un promedio de 4.9/10 por parte de la crítica, con un consenso que declara: "Agresivamente poco ambiciosa, Journey 2 puede impresionar a los teens, pero muchos otros la pueden encontrar demasiado intensa para los jóvenes y caricaturescamente tonta para los adultos", mientras que de parte de la audiencia tiene una aprobación de 59% . 
La página Metacritic le ha dado a la película una puntuación de 41 de 100, basada en 27 críticas, indicando "reseñas mixtas". Las audiencias de CinemaScore le han dado una puntuación de "A-" en una escala de A+ a F, mientras que en el sitio IMDb los usuarios le han dado una puntuación de 5.8/10, sobre la base de más de 65 000 votos.

## Secuela cancelada
En 2015, Warner Bros. y New Line Cinema confirmaron que el estudio empezó a trabajar en dos secuelas, con la dirección de nuevo a cargo de Brad Peyton y con Dwayne Johnson como el único miembro en el reparto principal confirmado en ese momento.
Sin embargo en enero de 2018, Dwayne Johnson declaró que aunque se pretendía una tercera película, titulada Viaje de la Tierra a la Luna, su desarrollo había sido cancelado debido a la falta de interés y problemas para adaptar la novela.